# 용산차량사업소 (서울)
용산차량사업소(龍山車輛社業所)는 서울특별시 용산구에 위치한 한국철도공사 소속 철도차량기지였다. 용산국제업무지구 사업으로 인하여 철거되었으며, 그 기능은 대전철도차량정비단과 제천차량사업소로 이관되었다.
용산철도차량정비단이나 용산기지창으로 불리기도 하였으나, 이는 잘못된 명칭이다. 2011년 시설 철거 과정에서 증기기관차용 구동륜(舊動輪)이 발견되었다.

## 연혁
- 1905년 6월 24일: 임시 군용철도감부(臨時軍用鐵道監府)에서 용산공장반으로 설립[5]
- 1906년 9월 1일: 통감부 관할로 변경, 용산공장으로 개칭[6]
- 1908년 4월 24일: 인천공장을 폐지·통합함[6]
- 1914년 4월 1일: 평양공장을 용산공장 평양분공장으로 편입[6]
- 1917년 3월 1일: 초량공장을 용산공장 초량분공장으로 편입[6]
- 1922년: 초량분공장을 초량공장으로 분리[6]
- 1923년 6월: 경성공장으로 개칭[6]
- 1930년 8월 1일: 용산공장 청진분공장 신설[6]
- 1933년 10월: 청진분공장을 청진공장으로 분리[6]
- 일자 불명: 서울철도공작창으로 개칭[5]
- 1949년 2월 1일: 서울공작창으로 개칭[5]
- 1950년 7월 16일 ~ 8월 22일: 미국 극동 공군 폭격기사령부의 폭격으로 파괴됨[7]
- 1984년 2월 16일: 서울철도차량정비창으로 개칭[8]
- 1996년 3월 12일: 서울철도차량정비본부로 개칭[5]
- 2006년 7월: 수도권철도차량정비단 용산차량사업소로 편입[9]
- 2012년 7월 27일: 폐지[10]